# Лядецкий Переезд (деревня)
Лядецкий Переезд — деревня в Гдовском районе Псковской области России. Входит в состав Добручинской волости Гдовского района.
Расположена в 12 км к северу от Гдова и в 6 км к югу от волостного центра, деревни Добручи. Севернее примыкает станция Лядоцкий Переезд участка железной дороги Гдов — Сланцы.

## Население
Численность населения деревни на 2000 год составляла 10 человек, по переписи 2002 года — 8 человек.